# Imprimante de codes-barres

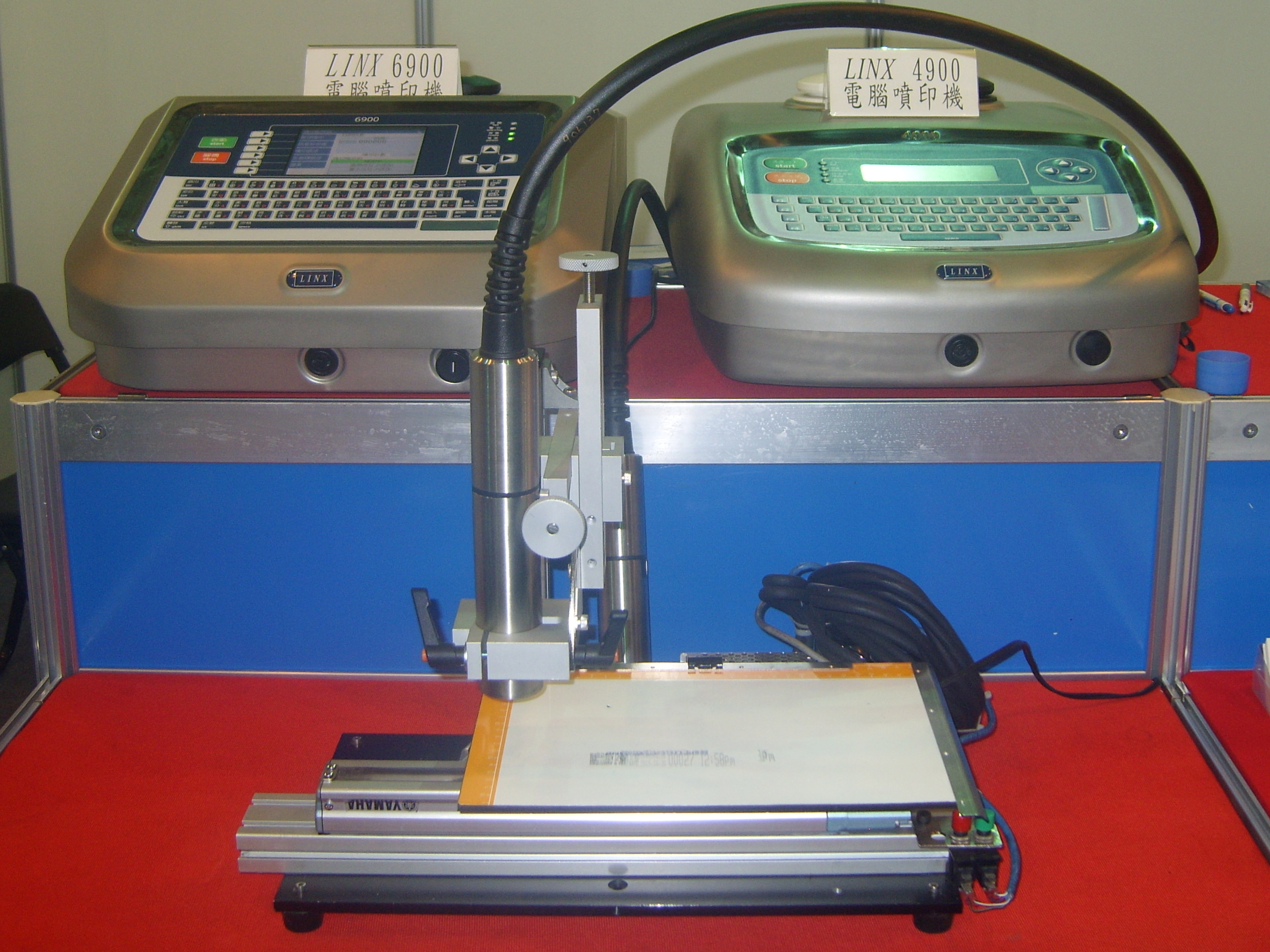
Une imprimante de codes-barres

Une imprimante de codes-barres est un périphérique informatique destiné à l'impression d'étiquettes de code-barres ou des étiquettes qui peuvent être attachés à ou imprimées directement sur des objets physiques. Les imprimantes de codes-barres sont couramment utilisés pour étiqueter les colis avant expédition, ou pour identifier des éléments commerciaux  avec des codes UPC (Universal Product Code, CUP en français) ou EAN. 
Les imprimantes de codes-barres les plus courantes utilisent deux différentes techniques d'impression.
Les imprimantes thermiques directes utilisent une tête d'impression pour générer de la chaleur qui provoque une réaction chimique dans du papier spécial qui noircit à la chaleur. 
Les imprimantes à transfert thermique utilisent aussi de la chaleur, mais au lieu de réagir avec le papier, la chaleur fait fondre une substance cireuse ou de la résine sur un ruban qui le transfert sur l'étiquette ou le matériau. La chaleur transfert l’encre du ruban sur le papier. 
Les imprimantes thermiques directes sont généralement moins chères, mais ils produisent des étiquettes qui peuvent devenir illisibles en cas d'exposition à la chaleur, à la lumière directe du soleil ou à des vapeurs chimiques.

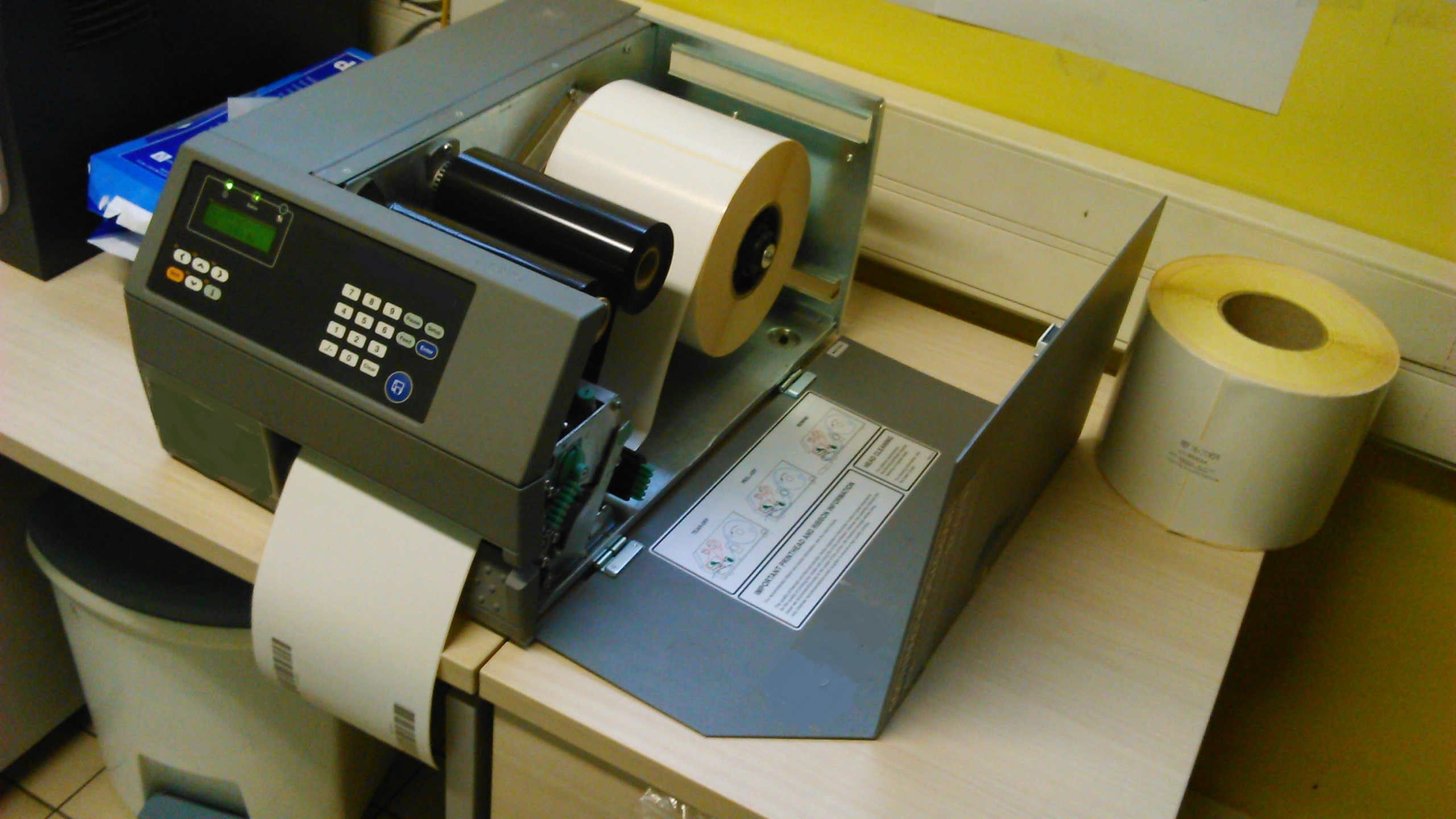
Une imprimante industrielle de codes à barres

Les imprimantes de code-barres sont conçues pour différents marchés. Les imprimantes de code-barres industrielles sont utilisées dans de grands entrepôts et installations de fabrication. Elles ont de grandes capacités de papier, fonctionnent plus rapidement et ont une durée de vie plus longue. Pour les environnements de vente au détail et de bureau, il existe des imprimantes de code-barres moins encombrantes.